# الذاهر (الحديدة)

تعديل مصدري - تعديل

الذاهر هي إحدى قرى مديرية اللحية، التابعة لمحافظة الحديدة اليمنية، بلغ تعداد سكانها 2051 نسمة حسب الإحصاء الذي جرى عام 2004.